# استن ارل
استن ارل (به انگلیسی: Stan Earle) بازیکن فوتبال زادهٔ ۶ سپتامبر ۱۸۹۷ اهل کشور انگلستان که سابقهٔ بازی در تیم ملی فوتبال انگلستان را در کارنامهٔ خود دارد. وی در تاریخ ۱۷ مه ۱۹۲۴ نخستین بازی ملی خود را در مقابل تیم ملی فوتبال فرانسه انجام داد و با حضور در ۲ بازی ملی، در تاریخ ۲۲ اکتبر ۱۹۲۷ واپسین بازی ملی‌اش را در برابر تیم ملی فوتبال ایرلند شمالی برگزار کرد.